# فينغ ليلي
فينغ ليلي (بالصينية: 馮麗麗) هي مجدفة صينية، ولدت في 26 يوليو 1973.

## وصلات خارجية
- فينغ ليلي على موقع الاتحاد الدولي للتجديف (الإنجليزية)
- فينغ ليلي على موقع أوليمبيديا (الإنجليزية)